# Thereus (geslacht)
Thereus is een geslacht van vlinders van de familie Lycaenidae, uit de onderfamilie Theclinae. De geslachtsnaam is geïnspireerd op een gelijknamige centaur uit de Griekse mythologie.

## Soorten
- T. abeja (Johnson & Matusik, 1988)
- T. bourkei (Kaye, 1924)
- T. brescia (Hewitson, 1868)
- T. caltha (Druce, 1907)
- T. cithonius (Godart, 1823)
- T. columbicola (Strand, 1929)
- T. endera (Hewitson, 1867)
- T. enenia (Hewitson, 1867)
- T. eryssus (Herbst, 1800)
- T. genena (Hewitson, 1867)
- T. guadala (Schaus, 1902)
- T. illex (Schaus, 1902)
- T. ismarus (Cramer, 1777)
- T. lausus (Cramer, 1782)
- T. lutzi (Huntington, 1932)
- T. oppia (Godman & Salvin, 1887)
- T. orasus (Godman & Salvin, 1887)
- T. ortalus (Godman & Salvin, 1887)
- T. pedusa (Hewitson, 1867)
- T. praxis (Godman & Salvin, 1887)
- T. tiasa (Hewitson, 1869)
- T. timoclea (Hewitson, 1870)